# Ivica Kostelić
Ivica Kostelić (Zagreb, Yugoslavia, 23 de noviembre de 1979) es un deportista croata que compitió en esquí alpino; campeón mundial en 2003. Su hermana Janica compitió en el mismo deporte.

## Trayectoria
Participó en cuatro Juegos Olímpicos de Invierno, entre los años 2002 y 2014, obteniendo en total cuatro medallas, plata en Turín 2006 (combinada), dos platas en Vancouver 2010 (eslalon y supercombinada) y plata en Sochi 2014 (supercombinada).
Ganó tres medallas en el Campeonato Mundial de Esquí Alpino entre los años 2003 y 2013.
En la Copa del Mundo consiguió veintiseis victorias y 60 podios en total. Ganó la clasificación general de la Copa del Mundo en 2011.
Fue el abanderado de Croacia en la ceremonia de apertura de los Juegos Olímpicos de Sochi 2014.
Después de dejar el esquí en 2016, a los 36 años, se dedicó a la vela de crucero, compitiendo con un yate Class 40 en algunas regatas en el océano Atlántico y el mar Mediterráneo.
En 2002 recibió el Premio Estatal de Deportes Franjo Bučar y en 2010 la Orden de la Estrella Diurna de Croacia. En 2011 fue galardonado con el premio Skieur d’Or. Fue nombrado «Deportista masculino del año» por el Comité Olímpico Croata en cuatro ocasiones: 2003, 2010, 2011 y 2013.
Estudió Historia en la Facultad de Estudios Croatas de la Universidad de Zagreb.

## Palmarés internacional
| Juegos Olímpicos   | Juegos Olímpicos                  | Juegos Olímpicos  | Juegos Olímpicos |
| Año                | Lugar                             | Medalla           | Prueba           |
| ------------------ | --------------------------------- | ----------------- | ---------------- |
| 2006               | Turín (Italia)                    | Medalla de plata  | Combinada        |
| 2010               | Vancouver (Canadá)                | Medalla de plata  | Eslalon          |
| 2010               | Vancouver (Canadá)                | Medalla de plata  | Supercombinada   |
| 2014               | Sochi (Rusia)                     | Medalla de plata  | Supercombinada   |
| Campeonato Mundial |                                   |                   |                  |
| Año                | Lugar                             | Medalla           | Prueba           |
| 2003               | St. Moritz (Suiza)                | Medalla de oro    | Eslalon          |
| 2011               | Garmisch-Partenkirchen (Alemania) | Medalla de bronce | Supergigante     |
| 2013               | Schladming (Austria)              | Medalla de plata  | Supercombinada   |